# Lunglavsknapp
Lunglavsknapp (Plectocarpon lichenum) är en lavart som först beskrevs av Søren Christian Sommerfelt, och fick sitt nu gällande namn av David Leslie Hawksworth. Lunglavsknapp ingår i släktet Plectocarpon, och familjen Roccellaceae. Enligt den finländska rödlistan är arten sårbar i Finland. Enligt den svenska rödlistan är arten sårbar i Sverige. Arten förekommer på Gotland, Götaland, Svealand och Nedre Norrland. Artens livsmiljö är naturskogar.